# Percy Coleman
Percy Roderick “Cannonball” Coleman (Ngaere, Taranaki, 26 januari 1897 - Salisbury (tegenwoordig Harare), 20 april 1965) was een motorcoureur uit Nieuw-Zeeland. 

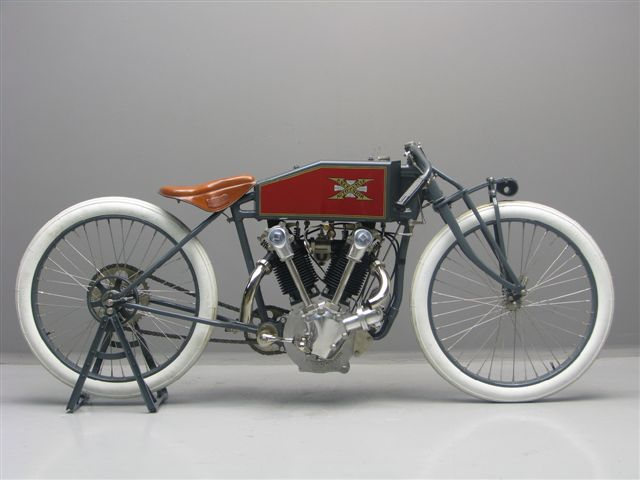
Excelsior “Big X” racer

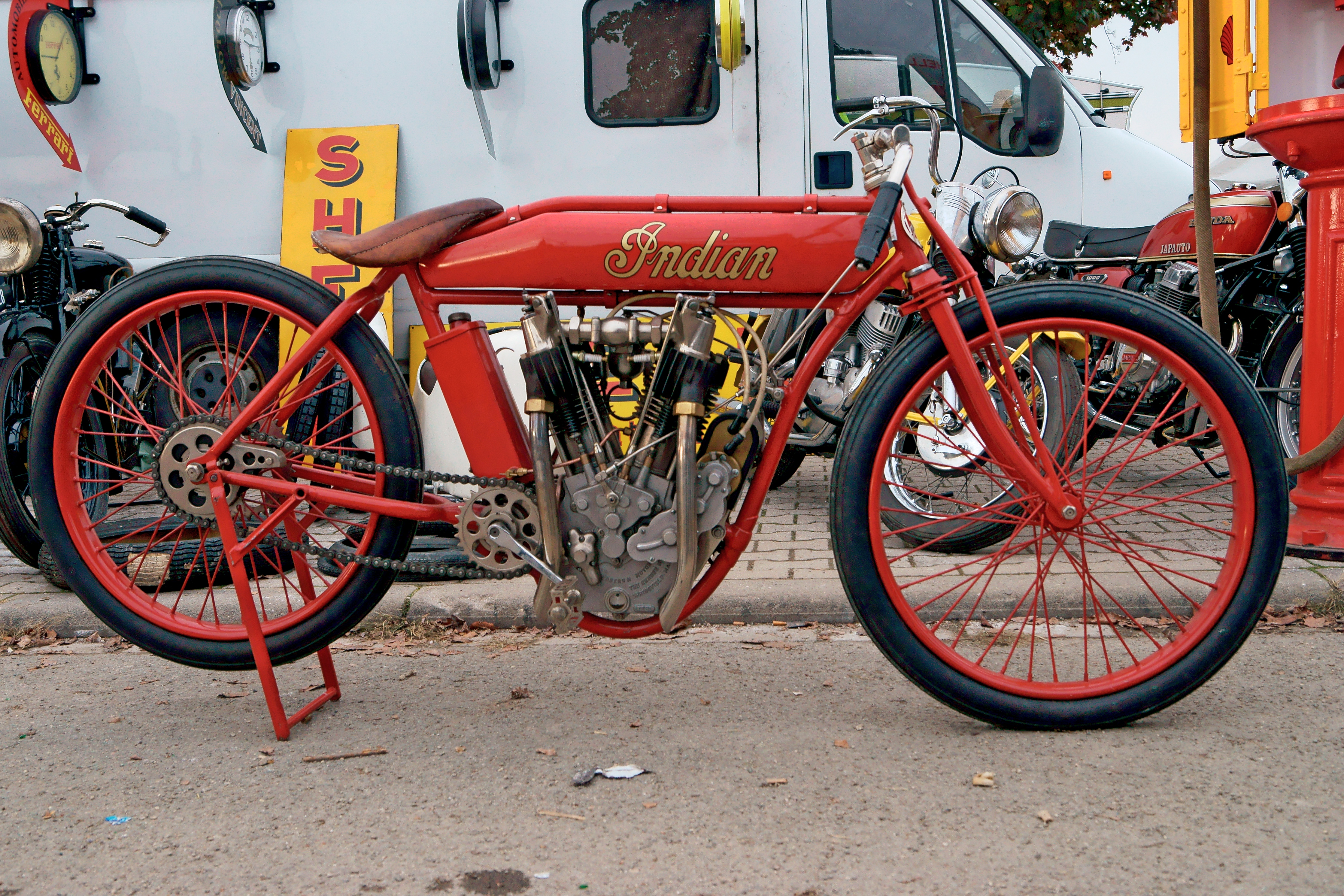
Indian racer uit 1914

Percy Coleman was de zoon van Sarah Jane Gifford en William Coleman. Hij ging tot zijn twaalfde jaar naar school in Takapau (Hawke's Bay), en daarna leerde hij het vak van monteur. Hij werkte als monteur in Palmerston North. Door een ongeluk met een machine in de werkplaats verloor hij het zicht aan één oog, maar desondanks ging hij toen hij veertien jaar was met motorfietsen racen. Hij reed zijn eerste race met een 350 cc Humber op de drafbaan van Ashhurst (Manawatu-Wanganui). Het racen op drafbanen was in Nieuw-Zeeland populair tot in het midden van de jaren dertig, en de belangrijkste race op de baan van Takapuna trok wel 20.000 toeschouwers.
Al in zijn tweede racejaar won Percy Coleman het five-mile Lightweight championship met een Douglas op de drafbaan van Trentham. Vanaf 1915 reed hij met een 7 pk Indian en toen hij achttien was won hij zijn eerste heavyweight championship. Dit kampioenschap domineerde hij 15 jaar lang. In 1916 reed hij met een Excelsior  “Big X” een Australazisch record van 17 minuten op de 30  kilometer in Masterton. In 1918 won hij met een Indian het Australazische heavyweight championship in Sockburn (Christchurch).
Coleman was intussen beroemd om zijn wilde rijstijl, waarbij hij soms de knokkels van zijn vingers beschadigde omdat hij zo dicht langs de baanafzettingen reed.
In 1919 reisde hij naar de Verenigde Staten,waar hij als fabriekscoureur voor Indian deelnam aan een 200-mijlsrace op de asfaltbaan van Ascot Park in Los Angeles. Hij werd zesde, maar was de beste Indian-rijder. Later reed hij een 200-mijlsrace in Marion (Indiana), waar hij uitviel door motorpech.
Hij keerde terug in Nieuw-Zeeland met de bijnaam “Cannonball Coleman” en ging met veel succes rijden met Harley-Davidsons. In de jaren twintig begon hij records te verzamelen op 1 mijl lange grasbanen. Er werd gezegd dat hij op een bepaald moment alle grasbaanrecords voor afstanden tot 20 mijl op zijn naam had staan. Het 1 mijl record verbeterde hij gedurende de jaren, van 48 seconden in 1923 tot 44,8 seconden in 1929.
In 1930 werd Coleman door de Auto-Cycle Union van Nieuw-Zeeland als vertegenwoordiger van zijn land uitgezonden naar de Tourist Trophy op het eiland Man. Hij startte met een 350 cc Royal Enfield in de Junior TT en met een 500 cc Rudge in de Senior TT, maar in beide wedstrijden viel hij met machinepech uit.
In het begin van de jaren dertig beëindigde Percy Coleman zijn racecarrière. Hij was op 16 september 1925 getrouwd met Annie McNaughton en had in hetzelfde jaar een motor- en autohandel geopend in Whanganui. In 1926 werd zijn zoon Rodney geboren. Annie overleed in 1958. In de jaren zestig was het bedrijf van Coleman, dat intussen door zijn zoons Rod en Bob uitgebaat werd, uitgegroeid tot importbedrijf voor Nieuw-Zeeland van Harley-Davidson. Later breidden ze het uit tot radio- en diepvries-reparatiewerkplaats.
Percy Coleman’s andere hobby’s waren fotografie, film en vliegen. Met een vriend kocht hij rond 1912 een dubbeldekker, maar het lukte hen niet om het vliegtuig in de lucht te krijgen. De enige “vliegles” hadden ze uit een boek gehaald. Later bezocht hij de vliegschool in Sockburn en in 1924 kocht hij een eenzits Austin Whippet dubbeldekker, gebouwd door de autofabrikant Austin. Hij sleepte het vliegtuig achter een auto naar een weiland, omdat er in de buurt geen vliegvelden waren. De motor was echter erg onbetrouwbaar; één keer moest hij een noodlanding op een strand maken en één keer crashte het vliegtuig al bij het opstijgen.
Percy’s zoon Rod Coleman ging begin jaren vijftig naar het Verenigd Koninkrijk om met motorfietsen te racen. Hij maakte de droom van zijn vader waar door in 1954 de Junior TT te winnen met een AJS 7R. Bob  Coleman brak in 1964 zijn vader’s wereldrecord over de mijl uit 1929.
Percy Coleman overleed in 1965 toen hij zijn dochter in Salisbury (Zuid-Rhodesië)  bezocht. Hij werd overleefd door zijn beide zoons en een van zijn twee dochters. Het bedrijf van de gebroeders Coleman werd in 1984 verkocht aan Suzuki New Zealand.